# Peritelini
I Peritelini Lacordaire, 1863 sono una tribù di coleotteri appartenente alla famiglia dei Curculionidi e alla sottofamiglia delle Entimine.

## Tassonomia
La tribù comprende i seguenti generi:
- Afrotroglorrhynchus
- Anchitelus
- Antispyris
- Aparasystates
- Aperitelus
- Apotmetus
- Aragnomus
- Asceparnus
- Aseneciobius
- Caenopsis (riconosciuto da BioLib)
- Caterectus
- Centricnemus (riconosciuto da BioLib)
- Diaecoderus
- Dolichomeira (riconosciuto da BioLib)
- Dysommatus
- Dysticheus
- Epactus
- Eporeorrhinus
- Eucilinus
- Eucyllus
- Fernandius
- Geodercodes
- Gymnomorphus (riconosciuto da BioLib)
- Heisonyx
- Heteromeira (riconosciuto da BioLib)
- Hobarypeithes
- Isanates
- Isaniris
- Lalagetes
- Leplospyris
- Lepretius (riconosciuto da BioLib)
- Leptomeira (riconosciuto da BioLib)
- Leptosphaerotus
- Leptospyridus
- Liosystates
- Mazuranella (riconosciuto da BioLib)
- Meira (riconosciuto da BioLib)
- Meirella (riconosciuto da BioLib)
- Mesoleurus
- Mitophorus
- Nematocerus
- Nemocestes
- Neomias
- Neoperitelinus
- Opseobarypeithes
- Oreorrhinus
- Oreosecus
- Oreosystates
- Orthoptochus
- Palaepus
- Paraptochus
- Parasystates
- Parasystatiella
- Peritelinus
- Peritelodes
- Peritelopsis
- Peritelus (riconosciuto da BioLib)
- Phoromitus
- Platypterocis
- Pseudomeira (riconosciuto da BioLib)
- Pseudosimo (riconosciuto da BioLib)
- Rhypodillus
- Ripetelus
- Seneciobius
- Simo (riconosciuto da BioLib)
- Stenoptochus
- Stomodes (riconosciuto da BioLib)
- Stomodesops (riconosciuto da BioLib)
- Strictoseneciobius
- Subleptospyris
- Systaniris
- Systates
- Systatodes
- Therapontigonus
- Thinoxenus
- Thompsonanthus
- Thricolepis
- Xestorhinus